# Saison 6 de Miss Marple
Chronologie
Saison 5
Cet article présente les trois épisodes de la sixième saison de la série télévisée Miss Marple (Agatha Christie's Marple).

## Distribution
- Julia McKenzie (VF : Régine Blaess) : Miss Marple

## Épisode 1:Le major parlait trop
- Royaume-Uni : 16 juin 2013 sur ITV

- Pippa Bennett-Warner (Victoria)
- Charity Wakefield (VF : Noémie Orphelin) : Molly Kendall
- Robert Webb (VF : Thomas Roditi) : Tim Kendall
- Warren Brown (Jackson)
- Alastair Mackenzie (Colonel Hillingdon)
- Hermione Norris (Evelyn Hillingdon)
- Charles Mesure (Greg Dyson)
- MyAnna Buring (Lucky Dyson)
- Kingsley Ben-Adir (Errol)
- Antony Sher (VF : Patrick Préjean) : Rafiel
- Montserrat Lombard (Esther Walters)
- Oliver Ford Davies (Major Palgrave)
- Daniel Rigby (Canon Prescott)
- Andrea Dondolo (Mama Zogbe)
- Joe Vaz (Sergent Weston)
- Anele Matoti (Inspecteur Daventry)
- Jeremy Crutchley (Ian Fleming)
- Charlie Higson (James Bond)

En vacances aux Caraïbes chez les Kendall, Miss Marple rencontre un soir le vieux Major Palgrave qui montre diverses photographies, dont il vante que l'une d'elles montre un assassin (avant de se rétracter). Mais le vieil homme meurt en rentrant de la soirée. Depuis quelque temps, Molly Kendall se sent observée. Miss Marple et la domestique Victoria doutent que la mort du Major soit naturelle et comprennent qu'il a été empoisonné, certitude renforcée par la disparition de la photo en question. La vieille dame comprend que l'assassin va à nouveau frapper mais ne peut pas compter sur la coopération de la police. Elle se retrouve impliquée dans une affaire de magie noire qui aurait été pratiquée sur le Major. Les couples Hillingdon, Dyson et Kendall cachent divers secrets sur fond d'adultères.
- D'après Le major parlait trop (1964), dernier roman de Miss Marple adapté dans cette série.
- L'épisode comporte un clin d'oeil à la saga littéraire James Bond de Ian Fleming lorsque ce dernier rencontre Miss Marple alors en recherche du nom de son héros, jusqu'à ce que le conférencier se présente sous le nom de James Bond.

## Épisode 2:La folie de Greenshaw
- Royaume-Uni : 23 juin 2013 sur ITV

- Kimberley Nixon (Louisa Oxley)
- Bobby Smalldridge (Archie Oxley)
- Martin Compston (Alfred Pollock)
- Vic Reeves (Cracken)
- Julia Sawalha (Mrs Cresswell)
- Fiona Shaw (Miss Katherine Greenshaw)
- Sam Reid (Nat Fletcher)
- Rufus Jones (Horace Bindler)
- Joanna David (Grace Ritchie)
- Robert Glenister (Father Brophy)
- Judy Parfitt (Cicely Beauclerk)
- Candida Gubbins (Minnie Tulliver)
- John Gordon Sinclair (Inspecteur Welch)
- Matt Willis (Cayley)
- Oscar Pearce (Philip Oxley)

Miss Marple aide une jeune mère, Louisa Oxley, et son fils, Archie, en les installant dans une demeure d'une botaniste excentrique, Mme Greenshaw. Mais le soir, Mr Kraken fait une chute mortelle après que celui-ci a raconté à Archie la présence d'un fantôme dans la demeure. Miss Marple veille sur Archie qui lui dit avoir vu un "fantôme". Mais le soir suivant, alors qu'Archie a revu le "fantôme" s'enfuyant du domaine, Horace Bindler a disparu et sa chambre a été retournée. Louisa peut compter sur le jardinier Alfred quand son mari Philip refait surface près du domaine. Miss Marple apprend de lourds secrets sur le passé des Greenshaw : le père avait mené des expériences sur des enfants d'un orphelinat expérimental refont surface.
- Pasteur Brophy : vol
- Philip Oxley : violences et agression
- Mrs Cresswell et son fils Nat Fletcher : meurtres

## Épisode 3:La Nuit qui ne finit pas
- Royaume-Uni : 29 décembre 2013 sur ITV

- Tom Hughes (Mike Rogers)
- Aneurin Barnard (Robbie Hayman)
- Adam Wadsworth (Pete Hayman)
- Joanna Vanderham (Ellie)
- Wendy Craig (Marjorie Phillpot)
- Janet Henfrey (Mrs Lee)
- Tamzin Outhwaite (Mrs Rogers)
- William Hope (Lippincott)
- Glynis Barber (Cora Van Stuyvesant)
- Michael McKell (Frank Stanford)
- Birgitte Hjort Sørensen (Greta)
- Hugh Dennis (Dr Shaw)
- Rosalind Halstead (Claudia Hardcastle)
- Celyn Jones (Sergent Keene)
- Caroline O'Neill (Passant)
- Stephen Churchett (Coroner)

« En ma fin est mon commencement » : telles sont les mots qui débutent le récit de Mike Rogers. Mike rêve de devenir propriétaire et projette d'acheter une maison sur un terrain qui, selon une gitane, serait maudit. Il fait la connaissance d'Ellie, qui vient d'une famille riche, et se marient. Malgré les malédictions annoncées par la gitane (des nuits de malheur), le jeune couple achète le terrain et reconstruisent une nouvelle maison à la place de l'ancienne. Mais la famille d'Ellie ne semble pas réjouie de ce mariage. Plus tard, le couple s'installe sa la nouvelle maison conçue par l'ami de Mike, Robbie Hayman. Mais à peine arrivés, les deux amoureux sont victimes de différents évènements malheureux. L'amie d'Ellie, Greta, inquiète pour elle, vient s'installer quelque temps à la maison, mais cela dérange Mike qui veut rester seul avec Ellie. La bohémienne disparait après qu'elle a lancé un "dernier avertissement".
- D'après La Nuit qui ne finit pas (1967)
- Le personnage de Miss Marple n'est pas présent dans le roman.
- C'est le dernier épisode de Miss Marple. La sérié est arrêtée en même temps que celle d'Hercule Poirot en 2013.